# Ahmad-i Chani
Ahmad-i Chani, kurd. ئه‌حمه‌د خانی', Ehmedê Xanî (ur. 1650, zm. 1707) – kurdyjski prozaik, poeta, astronom oraz filozof. Nauczał języka kurdyjskiego, przy czym płynnie mówił również po arabsku i persku. W swoich dziełach często opisywał Kurdystan z XVI wieku.   
Jest autorem arabsko-kurdyjskiego słownika dla dzieci zatytułowanego Nûbihara Biçûkan, który został wydany w 1683 roku. Był to pierwszy w historii słownik języka kurdyjskiego. Jego innym, a jednocześnie najważniejszym, dziełem jest epopeja narodowa zatytułowana Mem û Zîn, napisana na podstawie wielu ustnych przekazów kurdyjskiej literatury oralnej. Owo dzieło opowiada romantyczną historię dziewczyny (Zin) i chłopaka (Mem), którzy nie mogą być razem, pomimo miłości jaką siebie darzą nawzajem. Historia jest niekiedy przyrównywana do Romeo i Julii.  
Chani jest również autorem książki Eqîdeya Îmanê, która jest połączeniem poematu oraz prozy i stanowi próbę wyjaśnienia pięciu filarów islamu.

## Twórczość[6]
- Nûbihara Biçûkan
- Mem û Zîn
- Eqîdeya Îslamê
- Erdê Xweda (praca dotycząca astronomii)[4]
- Dîwana Helbestan
- Fî Beyanî Erkanî Îslam